# Lluís Santacana Faralt
Lluís Santacana Faralt (Martorell, 1911 – Barcelona, 1986) fou un esportista i dirigent esportiu vinculat a la natació.
Nedador, waterpolista, va fundar juntament amb el seu pare, el Club Natació Martorell el 1930, va ser comissari de propaganda de la Federació Catalana de Natació sota la presidència de Manuel Basté, i va ocupar-ne la presidència entre el 1943 i 1948, també va ser secretari de la Federació Espanyola en la mateixa època. Durant la seva etapa com a president, el 1944 es va posar en marxa el butlletí informatiu i es van crear algunes competicions com la Travessa de l'Estany de Banyoles. L'any 1966, la Federació Espanyola va instaurar el premi 'Trofeo Santacana', que s'atorgava al nedador que millor compaginés l'esport amb els estudis. Titulat a l'Escola Tècnica Superior d'Enginyeria Industrial, de la qual va ser també secretari, professor i catedràtic, durant els anys cinquanta va ser president de l'Institut d'Economia de l'Empresa.